# Orya almohadensis
Orya almohadensis är en mångfotingart som först beskrevs av Frank Archibald Sinclair Turk 1955.  Orya almohadensis ingår i släktet Orya och familjen kamjordkrypare.
Artens utbredningsområde är Tunisien. Inga underarter finns listade i Catalogue of Life.